# C.C.レモン
C.C.レモン（C.C. Lemon）は、サントリーフーズ（サントリー食品インターナショナル）が販売するソフトドリンクである。

## 概要
1994年3月1日発売。発売当初のテレビCMのテロップでは「シーシーレモン」とも表記された。日本では、コカ・コーラ、ペプシコーラに次ぐ第3位の売り上げとなっている。缶とボトルの2つのバージョンがある。
レモンとビタミンCをテーマとして名前をC.C.レモンとしている。砂糖の量はコーラなどのソフトドリンクとさほど変わらない。
2010年7月に500mlペットボトルをリニューアルし、細身のストレートボトルに変更されたが、自動販売機用のペットボトルはそのまま。2014年4月発売の「C.C.グレープ」からはラベルのサイズが小さくなり、既存の「C.C.レモン」のペットボトル製品や「C.C.レモン リフレッシュゼロ」も新ラベルに切り替えられた（1.5Lペットボトルは同年3月にリニューアル発売した「ペプシコーラネックス」で採用したものと同じ小型ラベルである）。
2014年7月、ベトナムでも販売開始。

## 姉妹品

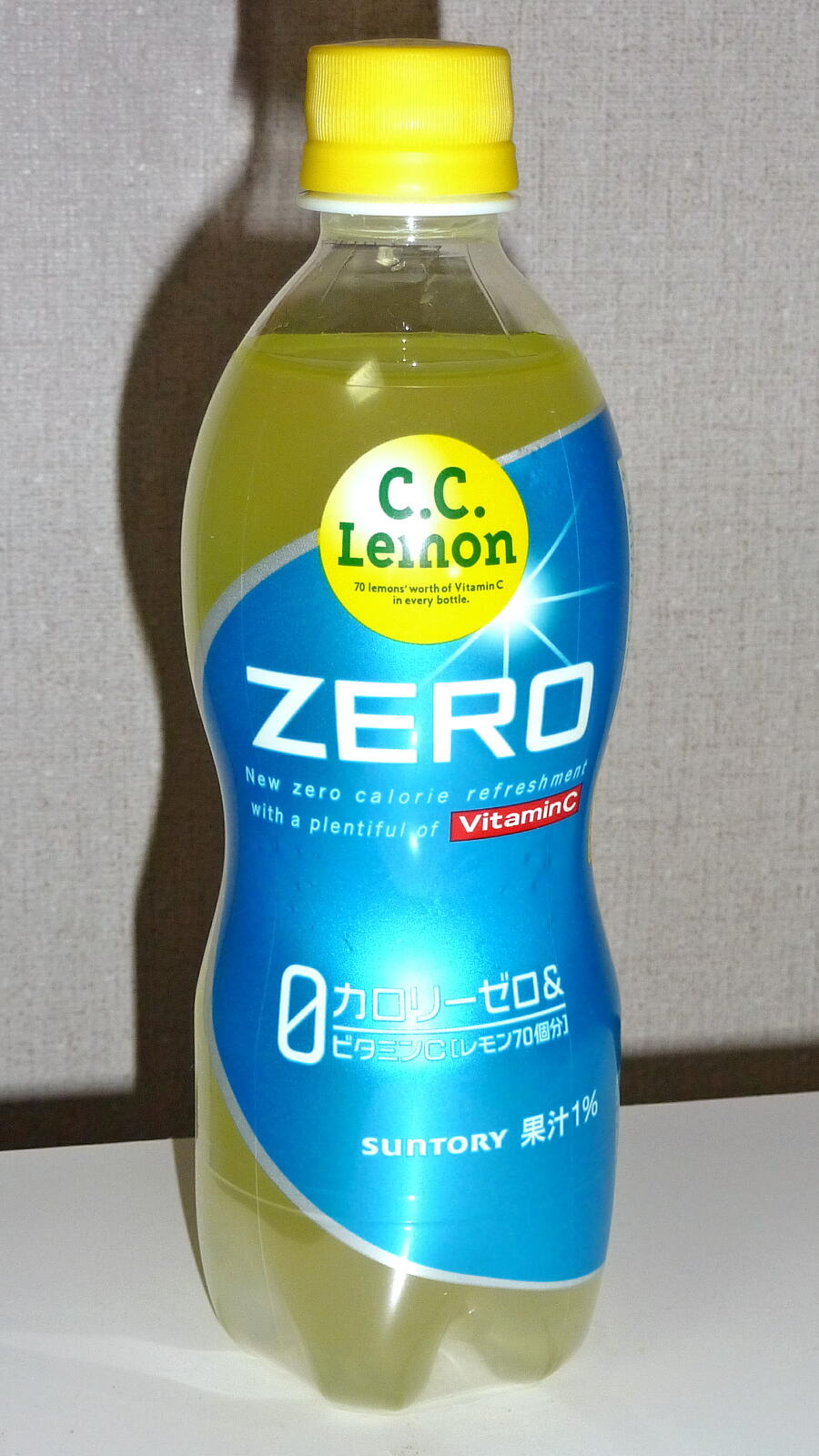
C.C.レモンZERO

- 2001年 - 「C.C.グレープ」（グレープ風味）[3]
- 2009年 - 「C.C.レモンZERO」（ノンカロリー）[4]
- 2011年 - 「ぎゅ～っとすっぱいC.C.レモン」（350mlペットボトル、クエン酸を5倍配合）
- 2012年
  - 「C.C.レモン リフレッシュゼロ」（地中海レモン使用、ノンカロリー）[5]
  - 「C.C.レモン ストロング」（ガス圧を約2倍に設定して炭酸の刺激を強くしたもの）[6]
  - 「シャキッとすっぱいC.C.レモン」（クエン酸を7倍配合）[7]
- 2013年
  - 「C.C.サイダー」（ビタミンC入りのサイダー）[8]
  - 「C.C.レモン ゴールド」（炭酸を強めに設定、ローヤルゼリーエキス配合）
  - 「すっぱい!C.C.レモン」（クエン酸を4倍配合、ガス圧を高めに設定）[9]
- 2014年
  - 「C.C.グレープ」（グレープ味、13年ぶりの再発売）[10]
  - 「C.C.レモン 大人のビターレモン」[11]
- 2015年
  - 「C.C.レモン ピンク・レモネード」（ナイアシン配合）[12]
  - 「C.C.レモン エナジー」（ローヤルゼリーエキス配合、250ml缶、サークルKサンクス限定）[13]
  - 「ぎゅっとすっぱいC.C.レモン」（190ml缶、自動販売機限定）
  - 「C.C.レモン はちみつ&ジンジャー」（はちみつ配合、ジンジャー風味）[14]
- 2016年
  - 「C.C.スポーツ」（500mlペットボトルのみ、ミネラル配合）
- 2018年
  - 「C.C.レモン グリーン」3月27日 新発売
- 2019年
  - ｢C.C.レモン ソルティレモン｣ 5月27日発売（レモン50個分のビタミンC､国内産塩とミントエキス配合｡)
- 2022年
  - 「太陽のC.C.レモン パインミックス」
- 2023年
  - 「C.C.レモン 豊潤ももミックス」（自動販売機限定）
  - 「にぎわい東北 C.C.レモン 福島産白桃ミックス」 5月14日発売（沖縄県を除くイオングループ(イオン、イオンスタイル、マックスバリュ)限定）[15]
  - 「C.C.レモン メロンミックス」
- 2024年
  - おうちドリンクバー C.C.レモン[16]

2012年に、ロッテから「C.C.レモンシュワッとキャンディ」が発売された。2019年には、リニューアルした「C.C.レモンキャンディ」、「C.C.レモンタブレット」「C.C.レモンガム」が発売された。

## コマーシャル
コマーシャルソング「C.C.レモン」は、じんましんやの作詞・作曲で、当初は演歌歌手の水前寺清子が歌っていた。「あ、せーの」という出だしのかけ声が特徴的。また、1997年にはこのコマーシャルソングを4分弱のフルバージョンへ発展させた「C.C.レモン」という楽曲が、別名（あだ名）の「チータ」名義でシングルCDとして発売された。この曲はCMソングよりもキーが下がっている。
2006年バージョンではザ・ドリフターズの加藤茶が歌唱。2010年のリニューアル時には再び水前寺の歌うバージョンのサビ部分が使われる。翌2011年には、彼女自身もイメージキャラクター（「ビタミンCトルズ」と言う架空のグループシンガー）として起用され、レンズの濃いサングラスを外し、「あ、せーの」と叫んで、馴染みあるサビ部分を唄う演出がなされた。
- 2000年から2002年にかけてアメリカの国民的アニメ『ザ・シンプソンズ』のキャラクターによるCMが複数放映され、ノベルティグッズや懸賞での展開も行われた。

- 2006年10月1日の渋谷公会堂のリニューアルに伴い、2011年9月30日まで施設命名権が導入され「渋谷C.C.Lemonホール」となった。

### おもなCM出演者
- 1995年:岡田義徳、まつゆう
- 1996年:天地真理(※長女と共演)
- 1996年:角川博、中里栄臣
- 1998年:竹内結子
- 1999年:DA PUMP (CM曲に同グループの「Crazy Beat Goes On!」を使用)
- 2000年 - 2002年:ザ・シンプソンズ（ホーマー、マージ、バート、リサ、マギー）
- 2003年:相武紗季、大沢あかね、武田航平
- 2007年:北乃きい
- 2008年:複数人の外国人
- 2009年:石井正則、中島知子、松嶋尚美
- 2010年:津川雅彦、及川光博、吉永淳、子役の男児（名前不明）
- 2011年:及川光博、水前寺清子、吉永淳、今井堅心
- 2012年:関ジャニ∞
- 2015年以降:松岡修造

## Tweetめざまし
2012年に、「C.C.レモン」が擬人化されたキャラクター「C.C.レモたん」がTwitterのつぶやきを読み上げて起こしてくれる『Tweetめざまし』がリリースされた(現在は配信を終了)。